# گربه‌ها (فیلم ۲۰۱۹)
گربه‌ها (به انگلیسی: Cats) یک فیلم فانتزی موزیکال در سال ۲۰۱۹ است که بر اساس تئاتر موزیکالی به همین نام (۱۹۸۱) از اندرو لوید وبر ساخته شده‌است که به نوبه خود از مجموعه شعر گربه‌های اهل عمل نوشته تی اس الیوت الهام گرفته‌است. این فیلم به کارگردانی تام هوپر، در دومین نمایش موزیکال بلند او پس از بینوایان (۲۰۱۲)، از فیلمنامه لی هال و هوپر تهیه شد. در این فیلم گروهی از بازیگران شامل جیمز کوردن، جودی دنچ، جیسون درولو، ادریس البا، جنیفر هادسون، یان مک کلن، تیلور سویفت، ربل ویلسون و فرانچسکا هیوارد حضور دارند.
فیلم‌برداری این فیلم از دسامبر ۲۰۱۸ تا آوریل ۲۰۱۹ انجام شد. این فیلم در ۲۰ دسامبر ۲۰۱۹ در بریتانیا و ایالات متحده توسط یونیورسال پیکچرز اکران شد و منتقدان و تماشاگران به‌طور یکسان از کارگردانی هوپر، جلوه‌های بصری، فیلمنامه، آهنگسازی و تدوین فیلم انتقاد کردند؛ با این حال عملکرد سوئیفت تا حدی مورد تحسین قرار گرفت. گربه‌ها که به عنوان یکی از بدترین فیلم‌های تمام دوران لقب گرفت، در ازای بودجه ۸۰ تا ۱۰۰ میلیون دلاری، حدود ۷۵ میلیون دلار فروخت و خود را به یک بمب گیشه تبدیل کرد. همچنین تخمین زده شد که پس از هزینه‌های بازاریابی و توزیع، یونیورسال بین ۷۱ تا ۱۱۴ میلیون دلار را بابت این فیلم از دست داده‌است.

## بازیگران
- جنیفر هادسون
- تیلور سوئیفت
- جیمز کوردن
- ایان مک‌کلن
- ادریس البا
- جودی دنچ
- ربل ویلسون
- جیسون درولو